# Vännäsby
Vännäsby è un'area urbana della Svezia situata nel comune di Vännäs, contea di Västerbotten.
La popolazione rilevata nel censimento 2010 era di 1 552 abitanti .